# Sporazum Sykes-Picot
Sporazum Sykes-Picot je tajni ugovor iz 1916., između Velike Britanije i Francuske, uz pristanak Ruskog Carstva i Kraljevine Italije, u kojem su definirani njihove uzajamno dogovorene sfere utjecaja i kontrole nakon očekivane podjele Osmanskog Carstva.
Sporazum se temeljio na pretpostavci da će Trojna antanta uspjeti poraziti Osmanskog Carstva tijekom Prvog svjetskog rata i činio je dio niza tajnih sporazuma koji su se ticali podjele.Osmanskog Carstva. Primarni pregovori koji su doveli do sporazuma dogodili su se između 23. studenoga 1915. i 3. siječnja 1916., kada su britanski i francuski diplomati Mark Sykes i François Georges-Picot parafirali dogovoreni memorandum. Sporazum su ratificirale njihove vlade 9. i 16. svibnja 1916.
Sporazum je praktički podijelio osmanske provincije izvan Arapskog poluotoka na područja britanske i francuske kontrole i utjecaja. Zemlje pod britanskom i francuskom kontrolom podijeljene su linijom Sykes-Picot. Sporazumom je Britaniji dodijeljena kontrola današnjeg južnog Izraela i Palestine, Jordana i južnog Iraka, te dodatnog malog područja koje je uključivalo luke Haifa i Akre kako bi se omogućio pristup Mediteranu. Francuska je trebala kontrolirati jugoistočnu Tursku, sjeverni Irak, Siriju i Libanon.
Kao rezultat uključenog sporazuma Sazonov-Paléologue, Rusija je uz Carigrad trebala dobiti i Zapadnu Armeniju i turske tjesnace koji su joj već bili obećani Carigradskim sporazumom 1915. godine. Italija je pristala na sporazum 1917. godine sporazumom Saint-Jean-de-Mauriennea i dobila južnu Anadoliju
 Palestinska regija, s manjom površinom od kasnijeg Mandata Palestine, trebala je pasti pod "međunarodnu upravu".
Sporazum je u početku korišten izravno kao osnova za anglo-francuski modus Vivendi iz 1918. godine, koji je pružio okvir za upravu okupiranog neprijateljskog teritorija na Levantu. Šire gledano, to je neizravno trebalo dovesti do daljnje podjele Osmanskog carstva nakon osmanskog poraza 1918. Ubrzo nakon rata, Francuzi su Britancima ustupili Palestinu i Mosul. Mandati na Levantu i Mezopotamiji dodijeljeni su na konferenciji u San Remu u travnju 1920., slijedeći Sykes-Picotov okvir; britanski mandat za Palestinu trajao je do 1948. godine, britanski mandat za Mezopotamiju trebao je biti zamijenjen sličnim ugovorom s mandatom Irak, a francuski mandat za Siriju i Libanon trajao je do 1946. Anadolski dijelovi sporazuma dodijeljeni su Sèvreskim ugovorom iz kolovoza 1920.; međutim, te su ambicije osujetili turski rat za neovisnost 1919. – 1923. i naknadni ugovor iz Lozane.
Mnogi sporazum vide kao prekretnicu u odnosima zapada i Arapa. Sporazum je negirao obećanja Ujedinjenog Kraljevstva Arapima u vezi s nacionalnom arapskom domovinom na području Velike Sirije u zamjenu za potporu Britanaca protiv Osmanskog Carstva. Dogovor su, s drugima, objavili boljševici u Moskvi 23. studenoga 1917. i ponovili u britanskom Guardianu 26. studenoga 1917., tako da su se "Britanci osramotili, Arapi uznemirili i Turci oduševili". Sporazum je doveo do velikog negodovanja u regiji, posebno među Arapima, ali i među Kurdima kojima je uskraćena neovisna država.

## Motivacija i pregovori

### Prethodni sporazumi s Rusijom i Italijom (ožujak – travanj 1915.)
U carigradskom sporazumu od 18. ožujka 1915., nakon početka pomorskih operacija uoči bitke za Galipolje, ruski ministar vanjskih poslova Sergej Sazonov napisao je francuskim i britanskim veleposlanicima i iznio zahtjev da Rusiji pripadnu Carigrad i Dardaneli. U nizu diplomatskih razmjena tijekom pet tjedana, Velika Britanija i Francuska složile su se, iznoseći vlastite tvrdnje, s povećanom sferu utjecaja u Iranu u slučaju Velike Britanije i o aneksiji Sirije (uključujući Palestinu) i Cilicije za Francusku. Dogovoreni su zahtjevi Velike Britanije i Francuske, a sve strane također su se složile da se točno upravljanje Svetim mjestima ostavi za kasnije rješavanje. Da nije bilo ruskih revolucija 1917., Konstantinopol i tjesnaci mogli su biti dodijeljeni Rusiji nakon savezničke pobjede. Ovaj sporazum i Sykes-Picotov sporazum bili su komplementarni, jer su Francuska i Britanija prvo morale zadovoljiti Rusiju kako bi dovršili podjelu Bliskog istoka.
U Londonskom ugovoru od 26. travnja 1915., članak 9. obuhvaćao je obveze u vezi s talijanskog sudjelovanja u bilo kojoj podjeli Osmanskog carstva. U članku se navodi: "Ako Francuska, Velika Britanija i Rusija okupiraju bilo koje teritorije u Turskoj u Aziji tijekom rata, mediteranska regija koja se graniči s provincijom Antalya u gore navedenim granicama pripast će Italiji, koja ima pravo zauzeti ju".

### Prethodni dogovor s Arapima (srpanj 1915. – ožujak 1916.)
Dok su Sykes i Picot bili u pregovorima, paralelno su se odvijale rasprave između Hussein bin Alija, šerifa iz Meke, i potpukovnika Sir Henryja McMahona, britanskog visokog povjerenika za Egipat (prepiska McMahon – Hussein). Njihova se prepiska sastojala od deset pisama razmijenjenih od srpnja 1915. do ožujka 1916. godine, u kojima se britanska vlada složila priznati arapsku neovisnost nakon rata u zamjenu za pokretanje arapske pobune protiv Osmanskog carstva od strane šerifa iz Meke.
Područje arapske neovisnosti definirano je tako da ga "na sjeveru ograničavaju Mersin i Adana do 37 stupnjeva širine, što je zemljopisna širina na kojoj se nalaze Birecik, Urfa, Mardin, Midyat, Jerizat (Ibn ʿUma), Amadia, do granice s Perzijom; na istoku granicom Perzije do Perzijskog zaljeva; na jugu Indijskim oceanom, s izuzetkom položaja Aden da ostane takav kakav je; na zapadu Crvenim morem, Sredozemnim morem do Mersina", s izuzetkom dijelova Sirije koji leže zapadno od okruga Damask, Homs, Hama i Alep".
Husseinov odgovor od 1. siječnja na McMahonov 14. prosinca 1915. primljen je u Ministarstvu vanjskih poslova, a McMahonova naslovnica glasi:
Nakon rasprava, Gray je naložio da se Francuzi obavijeste o situaciji, iako Paul Cambon nije sporazum shvatio tako ozbiljno.

### Anglo-francuski pregovori (listopad 1915. – ožujak 1916.)
Dana 21. listopada 1915. Gray se sastao s Cambonom i predložio Francuskoj da odredi predstavnika koji će razgovarati o budućim granicama Sirije jer je Britanija željela podržati stvaranje neovisne arapske države. U ovom trenutku Gray se suočio s kontradiktornim tvrdnjama Francuza i Husseina, a dan prije poslao je brzojav u Kairo rekavši Visokom povjereniku da bude što neodređeniji u svom sljedećem pismu Sharifu kada raspravlja o sjeverozapadnom, sirijskom kutu teritorija koji je Hussein tvrdio i ostavio McMahona s "diskrecijskim pravom po tom pitanju jer je hitno i nema vremena za raspravu o točnoj formuli", dodajući: "Ako je potrebno nešto preciznije od ovoga, možete to dati."
(a) Francuska zahtijeva nagodbu koja će joj (1) kompenzirati neugodnosti i gubitke zbog nestanka Osmanskog carstva, (2) zaštititi njezin povijesni i tradicionalni položaj u Siriji, (3) pružiti joj punu priliku za ostvarujući svoje ekonomske težnje na Bliskom istoku.

(b) Arapi zahtijevaju (1) priznavanje svoje nacionalnosti, (2) zaštitu svoje rase od ugnjetavanja stranaca i (3) priliku da ponovno uspostave svoj položaj kao čimbenik koji doprinosi svjetskom napretku.

(c) Velika Britanija zahtijeva (1) da osigura svoj položaj u Perzijskom zaljevu, (2) priliku za razvoj Donje Mezopotamije, (3) (a) komercijalnu i vojnu komunikaciju između Perzijskog zaljeva i Sredozemlja kopnom, (b) utjecaj na području dovoljnom da osoblju angažiranom na navodnjavanju Mezopotamije pruži odgovarajuće sanatorije i brdske stanice i koje sadrži odgovarajuće domaće regrutno područje za administrativne svrhe (4) za dobivanje komercijalnih objekata na tom području o kojem se raspravlja.